# Agatha Christie: Marple
Az Agatha Christie: Marple (eredeti cím: Agatha Christie's Marple) népszerű angol televíziós sorozat az ITV készítésében, amely Agatha Christie krimijei és novellái alapján készült. A sorozat címszereplőjét, Miss Marple-t az első három évadban Geraldine McEwan alakította, a negyedik évadtól a szerepet Julia McKenzie vette át. Ellentétben a másik, szintén az ITV által készített Agatha Christie: Poirot sorozattal, itt meglehetős szabadsággal kezelték a történeteket: többek között olyan sztorikban szerepeltették Miss Marple-t, amelyekben soha nem bukkant fel. 
Összesen hat évad készült, melynek befejezése után a BBC-re visszaszálltak a jogok.

## Áttekintés
Mindegyik évad négy, tévéfilm hosszúságú epizódot tartalmaz, kivéve a hatodik évadot, mely csak hármat. Az első hat epizód Agatha Christie Miss Marple-történeteiből készült, az ezután következő részek pedig olyan novellákból, amelyekben Miss Marple is szerepelt, valamint olyanokból is, melyekben egyáltalán nem is bukkant fel. A sorozat címe, illeszkedve a Poirot-hoz, egyszerűen csak Marple lett.
A cselekmény főhőse Miss Jane Marple, egy vénkisasszony, aki St. Mary Mead-ben lakik. Amikor meglátogatja barátait vagy családtagjait (ritkán ha otthon marad), fültanúja lesz rejtélyes gyilkosságoknak, amiket segít megoldani. Ugyan a rendőrség sokszor vonakodik bevonni őt a nyomozásokba, hírneve, és vitathatatlanul jó megoldókészsége mindig meggyőzi őket. Alkalmi ismerősei, barátai segítenek neki a bűncselekmény felgöngyölítésében.

## Szereplők
Az egyetlen szereplő, aki az összes részben megjelenik Miss Marple. Két színésznő alakítja, Geraldine McEwan (1-3. évad) és Julia McKenzie (4. évadtól).
Néhány szereplő több epizódban is játszik, de csak Mrs. Dolly Bantry-t alakítja mindig ugyanaz a színésznő. Stephen Churchett halottkémként négy rész erejéig látható.
- Mrs Dolly Bantry – Joanna Lumley (Holttest a könyvtárszobában és A kristálytükör meghasadt)
- Dr. Haydock – Robin Soans (Holttest a könyvtárszobában), Robert Powell (Gyilkosság a paplakban), Neil Stuke (A kristálytükör meghasadt)
- Jason Rafiel (hangja) – Herbert Lom (Nemezis), Antony Sher (Rejtély az Antillákon)

Néhány híres személy fiktív változata is feltűnik a sorozatban, például Sir Winston Churchill, Noel Coward, Louis Armstrong és Ian Fleming, valamint az általa megalkotott James Bond.

## Epizódok listája
| Évad | Évad | Részek száma | Részek száma | Eredeti sugárzás     | Eredeti sugárzás   |
| Évad | Évad | Részek száma | Részek száma | Évadbemutató         | Évadzáró           |
| ---- | ---- | ------------ | ------------ | -------------------- | ------------------ |
|      | 1.   | 4            | 4            | 2004. december 12.   | 2005. január 2.    |
|      | 2.   | 4            | 4            | 2006. február 5.     | 2006. április 30.  |
|      | 3.   | 4            | 4            | 2007. szeptember 23. | 2009. január 1.    |
|      | 4.   | 4            | 4            | 2009. szeptember 6.  | 2011. június 15.   |
|      | 5.   | 4            | 4            | 2010. augusztus 30.  | 2011. január 2.    |
|      | 6.   | 3            | 3            | 2013. június 16.     | 2013. december 29. |

### 1. évad (2004–2005)
| Sor. | Év. | Cím                                                   | Rendező         | Író               | Premier            |
| --- | --- | ----------------------------------------------------- | --------------- | ----------------- | ------------------ |
| 1. | 1.  | Holttest a könyvtárszobában (The Body in the Library) | Andy Wilson     | Kevin Elyot       | 2004. december 12. |
| Egy fiatal nő holttestére bukkannak Gossington Hall könyvtárában, ahol Miss Marple régi barátnője, Dolly Bantry él a férjével, Arthurral. Melchett ezredes azt gyanítja, hogy Basil Blake-nek, a környéken élő fiatalembernek is köze lehet az esethez, Blake pedig elég tartózkodó. Valamivel később kiderül, hogy Danemouth városában nem sokkal később Ruby Keane, az ismert táncosnő eltűnt - unokatestvére, Josie Turner a holttestben felismeri Rubyt. Ruby bensőséges viszonyban állt a milliomos Conway Jeffersonnal, akinek a gyerekei meghaltak a háború idején egy légitámadás során, ezért szerette volna örökbefogadni a nőt. Veje, Mark, és menye, Adelaide, eltérően reagálnak a hírre. Miss Marple meg van róla győződve, hogy a gyilkosság megoldása abban a hotelben van, ahol Ruby táncolt, ezért ő és Dolly bejelentkeznek oda, hogy nyomozhassanak. Gyanúsítottakban nincs hiány: a családtagokon kívül a jóképű Raymond Starr és a Rubyt utoljára életben látó George Bartlett is köztük van... |     |                                                       |                 |                   |                    |
| 2. | 2.  | Gyilkosság a paplakban (The Murder at the Vicearge)   | Charlie Palmer  | Stephen Churchett | 2004. december 19. |
| Lucius Protheroe ezredes valószínűleg a legutáltabb személy volt egész St. Mary Mead-ben, így aztán amikor megtalálják a holttestét a paplakban, számos potenciális tettesre terelődik a gyanú. A felesége, Ann, viszonyt folytatott egy helyi művésszel, Lawrence Reddinggel, a lányát, Lettice-t pedig igen kemény kézzel fogta. A paplak is gyanúba kerül, mert Protheroe rendszeresen megdézsmálta a javaikat. És ott van még a rejtélyes Mrs. Lester, akihez valamilyen kapcoslat fűzte. Miss Marple, aki ekkortájt épp egy sérüléséből lábadozott, megfigyelte, hogy kik jönnek-mennek a paplak körül, ezért jelentkezik, hogy segít a bűnügy felgöngyölítésében. |     |                                                       |                 |                   |                    |
| 3. | 3.  | Paddington 16:50 (4.50 from Paddington)               | Andy Wilson     | Stephen Churchett | 2004. december 26. |
| Miss Marple a gazdag Crackenthorpe családnál kezd el nyomozni, azt feltételezve, hogy egy holttestet rejtettek el. Mindezt arra alapozza, hogy egy barát szemtanúja volt egy gyilkosságnak, amit egy mozgó vonaton követtek el. |     |                                                       |                 |                   |                    |
| 4. | 4.  | Gyilkosság meghirdetve (A Murder Is Announced)        | John Strickland | Stewart Harcourt  | 2005. január 2.    |
| Chipping Cleghorne lakosai egy hirdetést látnak a helyi újságban, mely szerint a következő pénteken este fél 7-kor gyilkosság fog történni Letitia Blacklock otthonában. Szép tömeg gyűlik össze, a megjelölt pillanatban kialszanak a fények, és egy fiatal hotelbeli dolgozót, Rudi Schertzet lelövik. A rendőrség szerint ő tette közzé a hirdetést, hogy ezzel egy rablásról terelje el a figyelmet, ám Miss Marple nem ilyen biztos ebben. Szerinte a gyilkos a szobában tartózkodó személyek közt volt. Miss Marple-nek bonyolult kapcsolati hálót és hamis identitásokat kell feltárnia, melyek a tíz évvel korábban meghalt gazdag mágnás, Randall Goedler körül alakultak ki. |     |                                                       |                 |                   |                    |

### 2. évad (2006)
| Sor. | Év. | Cím                                                  | Rendező       | Író               | Premier           |
| --- | --- | ---------------------------------------------------- | ------------- | ----------------- | ----------------- |
| 5. | 1.  | Szunnyadó gyilkosság (Sleeping Murder)               | Edward Hall   | Stephen Churchett | 2006. február 5.  |
| Gwenda Halliday, a gazdag fiatal nő, aki nemrég tért vissza Indiából, ösztönvezérelten vásárol egy házat, ahol aztán valamiért az az érzése támad, hogy látott itt egy gyilkosságot.  |     |                                                      |               |                   |                   |
| 6. | 2.  | A láthatatlan kéz (The Moving Finger)                | Tom Shankland | Kevin Elyot       | 2006. február 12. |
| A háborús veterán Jerry Burton és a testvére, Joanna egy békés angliai falucskában bérelnek egy házat. Hamarosan mocskolódó leveleket kapnak, majd az asszony rejtélyes módon meghal. |     |                                                      |               |                   |                   |
| 7. | 3.  | Balhüvelykem bizsereg (By the Pricking of My Thumbs) | Peter Medak   | Stewart Harcourt  | 2006. február 19. |
| Miss Marple összefog két másik nyomozóval, Tommyval és Tuppence-szel, hogy megtalálják Tommy nagynénjének gyilkosát.                                                                  |     |                                                      |               |                   |                   |
| 8. | 4.  | A Sittaford-rejtély (The Sittaford Mystery)          | Paul Unwin    | Stephen Churchett | 2006. április 30. |
| Egy behavazott vidéki szállóban egy szeánsz során megjósolják egy miniszterelnök-aspiráns halálát, aki másnapra csakugyan gyilkosság áldozata lesz.                                   |     |                                                      |               |                   |                   |

### 3. évad (2007–2009)
| Sor. | Év. | Cím                                   | Rendező                                | Író               | Premier              |
| ---- | --- | ------------------------------------- | -------------------------------------- | ----------------- | -------------------- |
| 9.   | 1.  | A Bertram Szálló (At Bertram's Hotel) | Dan Zeff                               | Tom MacRae        | 2007. szeptember 23. |
| 10.  | 2.  | Az alibi (Ordeal by Innocence)        | Moira Armstrong                        | Stewart Harcourt  | 2007. szeptember 30. |
| 11.  | 3.  | Éjféltájt (Towards Zero)              | David Grindley és Nicolas Winding Refn | Kevin Elyot       | 2008. augusztus 3.   |
| 12.  | 4.  | Nemezis (Nemesis)                     | Nicolas Winding Refn                   | Stephen Churchett | 2009. január 1.      |

### 4. évad (2009–2011)
| Sor. | Év. | Cím                                                      | Rendező          | Író               | Premier              |
| ---- | --- | -------------------------------------------------------- | ---------------- | ----------------- | -------------------- |
| 13.  | 1.  | Egy marék rozs (A Pocket Full of Rye)                    | Charlie Palmer   | Kevin Elyot       | 2009. szeptember 6.  |
| 14.  | 2.  | Könnyű gyilkosság (Murder is Easy)                       | Hettie Macdonald | Stephen Churchett | 2009. szeptember 13. |
| 15.  | 3.  | Szemfényvesztők (They Do It with Mirrors)                | Andy Wilson      | Paul Rutman       | 2010. január 1.      |
| 16.  | 4.  | Miért nem szóltak Evansnek? (Why Didn't They Ask Evans?) | Nicholas Renton  | Patrick Barlow    | 2010. június 15.     |

### 5. évad (2010–2011)
| Sor. | Év. | Cím                                                              | Rendező         | Író              | Premier             |
| --- | --- | ---------------------------------------------------------------- | --------------- | ---------------- | ------------------- |
| 17. | 1.  | Bűbájos gyilkosok (The Pale Horse)                               | Andy Hay        | Russell Lewis    | 2010. augusztus 30. |
| Miután kedves pap barátját megölik, amikor az egy haldokló nőhöz ment látogatóba, Miss Marple igazságot akar tenni. Vizsgálódásai során belebotlik egy szervezetbe, amelynek köze van egy állítólagos boszorkányok által üzemeltetett fogadóhoz. |     |                                                                  |                 |                  |                     |
| 18. | 2.  | Királyok és kalandorok (The Secret of Chimneys)                  | John Strickland | Paul Rutman      | 2010. december 27.  |
| 19. | 3.  | A kék muskátli (The Blue Geranium)                               | David Moore     | Stewart Harcourt | 2010. december 29.  |
| 20. | 4.  | A kristálytükör meghasadt (The Mirror Crack'd from Side to Side) | Tom Shankland   | Kevin Elyot      | 2011. január 2.     |

### 6. évad (2013)
| Sor. | Év. | Cím                                         | Rendező        | Író            | Premier            |
| --- | --- | ------------------------------------------- | -------------- | -------------- | ------------------ |
| 21. | 1.  | Rejtély az Antillákon (A Caribbean Mystery) | Charlie Palmer | Charlie Higson | 2013. június 16.   |
| Miss Marple egy intrikákkal és fekete mágiával tűzdelt ügybe csöppen, amikor egy őrnagy, aki azzal henceg, hogy van nála egy fénykép egy gyilkosról, meghal.                              |     |                                             |                |                |                    |
| 22. | 2.  | Greenshaw bolondvára (Greenshaw's Folly)    | Sarah Harding  | Tim Whitnall   | 2013. június 23.   |
| Miss Marple segít egy fiatal anyának és gyermekének beköltözni egy habókos botanikushoz - nem sejtve, hogy a ház hamarosan gyilkosság helyszíne lesz.                                     |     |                                             |                |                |                    |
| 23. | 3.  | Örök éj (Endless Night)                     | David Moore    | Kevin Elyot    | 2013. december 29. |
| Miss Marple egy optimista fiatal pár ügyében nyomoz, akikez mintha sújtana a balszerencse azután, hogy egy cigány figyelmeztetése ellenére megátkozott földre építették fel álmaik házát. |     |                                             |                |                |                    |

## Eltérések az alapművektől
- Holttest a könyvtárszobában: a cselekmény egyik vezérmotívuma egy leszbikus kapcsolat lett, ennek megfelelően megváltozott az egyik gyilkos személye
- Gyilkosság a paplakban: több mellékszereplőt megváltoztattak, illetve Miss Marple fiatalkorára is bekerültek utalások
- Paddington 16.50: egy karakter nem hal meg, a gyilkos motivációja pedig egyszerűsödött
- Gyilkosság meghirdetve: néhány mellékszereplő megváltoztatása mellett a csak sugalmazott leszbikus kapcsolatot ténylegessé tették
- Szunnyadó gyilkosság: megváltoztatták a gyilkos indítékát, pár karakter háttértörténetét, a cselekmény közepébe egy szerelmi történetet helyeztek, és megjelent egy vándorénekes-társulat is a sztoriban
- A láthatatlan kéz: másik korba helyezték a cselekményt
- Balhüvelykem bizsereg: eredetileg ez egy Tommy és Tuppence-történet volt, így aztán több dolgot is megváltoztattak. Más korba helyezték a sztorit, átalakították Tommy és Tuppence kapcsolatát, új szereplők és cselekményszálak kerültek be
- A Sittaford-rejtély: csak nagyon lazán kapcsolódik az eredeti novellához, amiben Miss Marple nem is szerepelt, ezenkívül megváltoztatták a gyilkos személyét is.
- A Bertram Szálló: csak lazán kapcsolódik az eredeti történethez, több ponton is megváltoztatták.
- Az alibi: ebben a történetben eredetileg nem szerepelt Miss Marple.
- Éjféltájt: többnyire hű az eredeti történethez, azonban Miss Marple ebben sem szerepelt.
- Nemezis: csak lazán kapcsolódik az eredeti történethez.